# Юнаки
Юнаки́ — село в Україні, у Чутівській селищній громаді Полтавського району Полтавської області. До адміністративно-територіальної реформи село входило до складу Зеленківської сільської ради Чутівського району.

## Загальна інформація
Село Юнаки знаходиться в балці Юнаківська, на відстані 1,5 км від сіл Лисича та Смородщина. По селу протікає пересихаючий струмок з загатою. Поруч знаходиться перетин автодоріг М03 та Т 1731.
Перепис 1989 року зафіксував у селі 71 мешканця, однак у 2001 році населення стало удвічі менше. За даними всеукраїнського перепису населення 2001 року, в селі мешкало 38 осіб. Мовний склад був таким:
| Мова       | Кількість осіб | Відсоток |
| ---------- | -------------- | -------- |
| українська | 38             | 100      |

## Історія
У селі були мобілізовані на східний фронт Першої світової війни.
Протягом 1920-х у навколишній місцевості виникали диверсії та навіть збройний опір більшовицьким окупантам.
Село постраждало від хвилі репресій у 1929—1931. Це було пов'язано з процесом примусової колективізації. Близько 30 % від загальної кількості репресованих Чутівщини були ув'язнені, розстріляні або виселені в  Сибір чи Казахстан саме в цей період. Переважно це були селяни-одноосібники.
Друга хвиля репресій припадає на 1932—1935. Також село дуже постраждало під час Голодомору 1932—1933.
Під час хвилі Великого терору 1937—1938 в селі Юнаки було репресовано двох осіб.
13 жовтня 1941 село було зайняте німецькими військами. У вересні 1943 року територія села потрапила у так звану «зону випаленої землі», яку відступаюче німецьке командування створювало на підступах до Дніпра. 19 вересня будівлі й житло палилися, а мешканців виганяли і правили до Полтави. 20 вересня територію зайняла Червона армія.
Після війни село постраждало від Голодомору 1946—1947.
У 1958 році в селі з'явився радіозв'язок.
Станом на 1967 рік було підпорядковано Войнівській сільраді.
1 грудня 1991 року під час Всеукраїнський референдуму понад 75 відсотків виборців району проголосували за визнання Акту про державну незалежність України.
Юнаки належать до виборчої дільниці 530949.
12 червня 2020 року, відповідно до розпорядження Кабінету Міністрів України № 721-р «Про визначення адміністративних центрів та затвердження територій територіальних громад Полтавської області», село увійшло до складу Чутівської селищної громади.

19 липня 2020 року, в результаті адміністративно - територіальної реформи та ліквідації Чутівського району, село увійшло до складу новоутвореного Полтавського району.

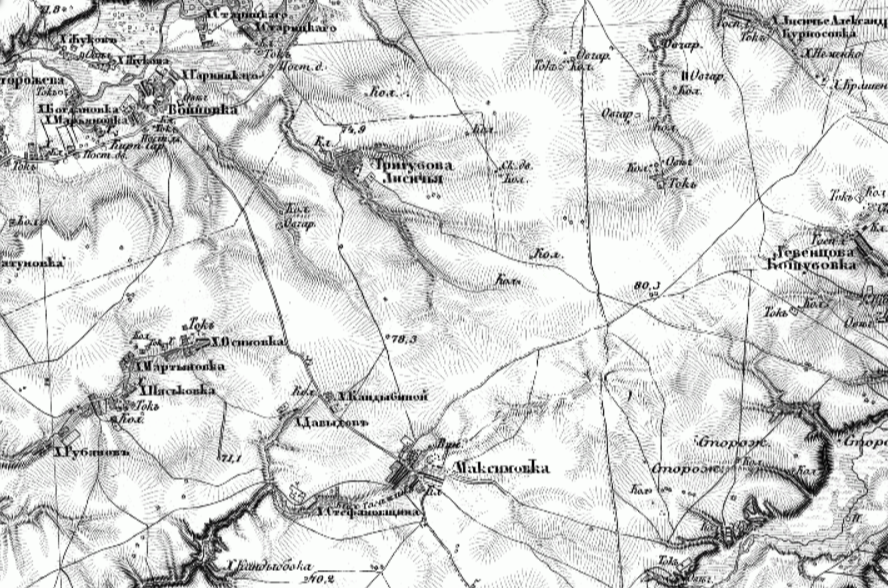
На карті 1869 року (на місці села позначено колодязь і яр)
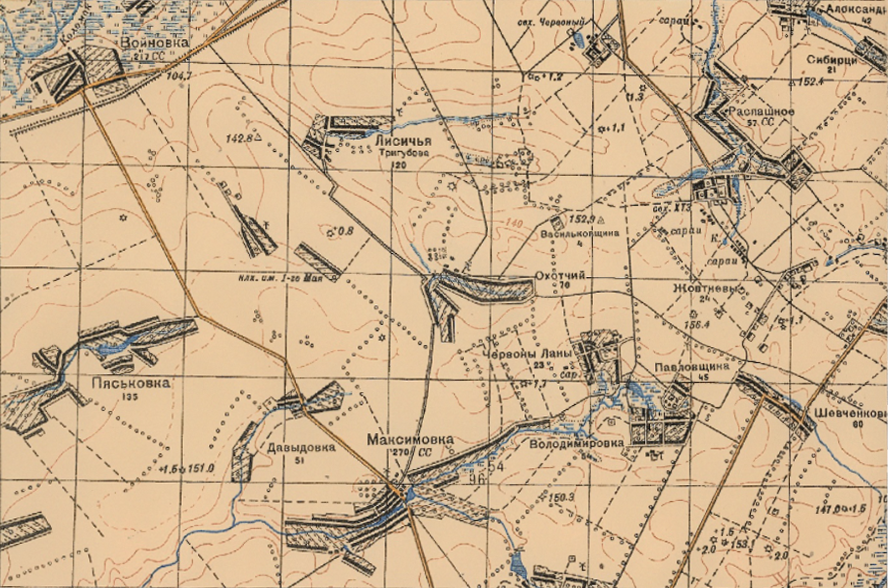
На карті 1941 року (Колгосп імені Першого Травня)
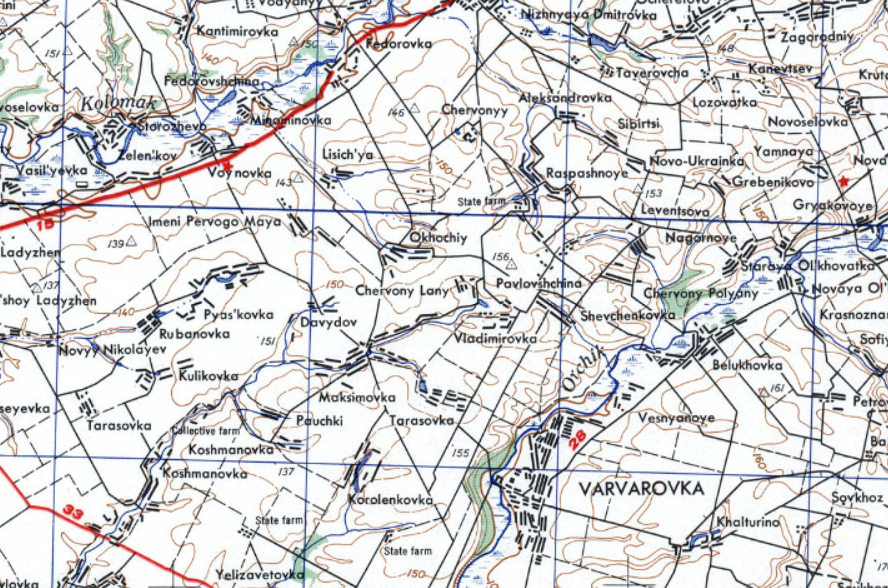
На карті 1950 року (Імені Першого Травня)
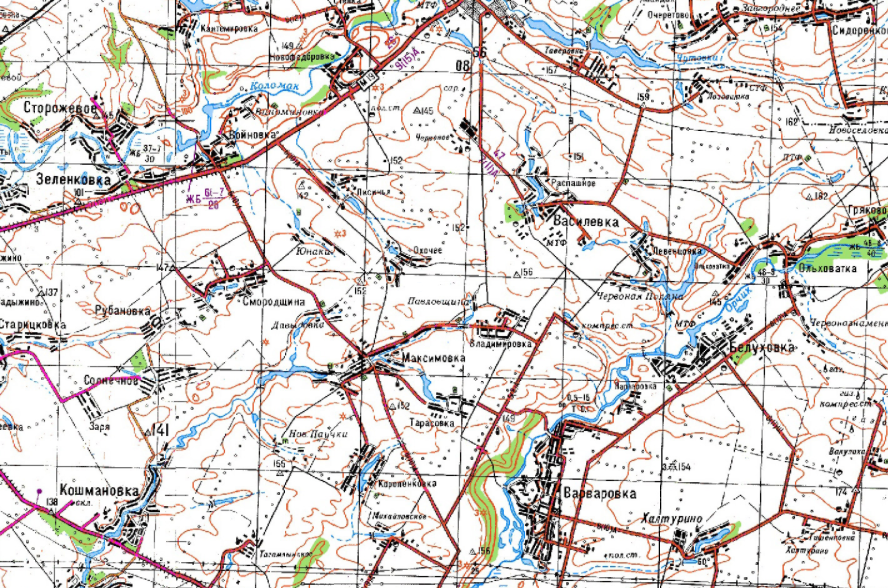
На карті 1985 року з сучасною назвою

## Електоральні симпатії
Партійний склад Чутівської ОТГ після місцевих виборів 2020 року:
| Партія                                 | Відсоток |
| -------------------------------------- | -------- |
| Слуга народу                           | 23.1     |
| Всеукраїнське об'єднання «Батьківщина» | 19.2     |
| За майбутнє                            | 19.2     |
| Довіра                                 | 15.4     |
| Європейська Солідарність               | 11.5     |
| Рідне місто                            | 11.5     |

Результат голосування дільниці на парламентських виборах 2019:
| Партія                                 | Відсоток |
| -------------------------------------- | -------- |
| Слуга народу                           | 42.5     |
| Радикальна партія                      | 12.3     |
| Всеукраїнське об'єднання «Батьківщина» | 10.6     |
| Опозиційна платформа — За життя        | 10.6     |
| Сила і честь                           | 5.6      |
| Європейська Солідарність               | 5.0      |
| явка                                   | 56.8     |

Результат голосування дільниці у другому турі виборів президента України 2019:
| Кандидат                           | Відсоток |
| ---------------------------------- | -------- |
| Зеленський Володимир Олександрович | 86.2     |
| Порошенко Петро Олексійович        | 12.0     |
| явка                               | 69.9     |